# 大士 (軍銜)
大士（старшина）是軍人的職銜，屬士官，相当于一般国家的一级上士/一等士官（英语：Sergeant First Class [陆军], Chief Petty Officer [海军]，Master Sergeant [空军]，北约代码OR-7），为介于軍士長和上士之间的一级，在蒙古、俄罗斯联邦、匈牙利、乌克兰、保加利亚、罗马尼亚和白俄罗斯等国军队中设立。例如：俄罗斯联邦武装力量中军士分为4级（大士、上士、中士、下士），罗马尼亚军队甚至曾经将大士区分为三级。 中国人民解放军现行军衔体系中的一级上士即相当于此级（介于三级军士长和上士之间，曾用称谓“四级军士长”）。朝鲜人民军和大韩民国国军中此一级的对应汉字为“中士（중사 Chungsa）”。

俄罗斯陆军大士肩章
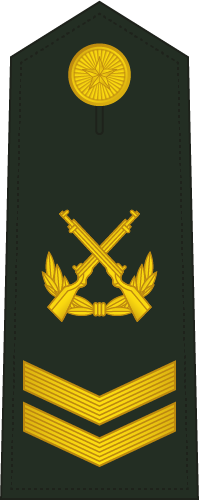
中國人民解放軍陸軍陆军一级上士（大士）肩章
朝鲜人民军陆军中士肩章
韩国陆军中士肩章
美国陆军一级上士臂章